# يتسهار
يتسهار (بالعبرية: יִצְהָר) مستوطنة إسرائيلية دينية تقع في شمال الضفة الغربية إلى الجنوب من محافظة نابلس. تقع ضمن اختصاصات مجلس شمرون الإقليمي إداريًا. بلغ عدد سكانها في عام 2018، حوالي 1,635 نسمة.
في عام 2008، وصفت صحيفة نيويورك تايمز مستوطنة يتسهار بأنها «معقل متطرف على قمم التلال التي تقود إلى مدينة نابلس الفلسطينية... [حيث] تشن حرب محلية...». يشتهر مستوطني يتسهار بكونهم من بين أكثر المستوطنين الإسرائيليين تطرفًا، ويشتبكون بانتظام مع أفراد من قوات الاحتلال الإسرائيلي والمدنيين الفلسطينيين المحليين. تقع هذه المستوطنة في طليعة «سياسة دفع الثمن» التي يتبعها المستوطنين، والتي تدعو إلى شن هجمات ضد الفلسطينيين ردًا على أعمال الحكومة الإسرائيلية ضد مستوطنات الضفة الغربية. في أيار (مايو) 2014، قال «الشاباك» إن جرائم الكراهية تُعزى أساسًا إلى حوالي 100 شاب متطرف، معظمهم من يتسهار، يتصرفون على أفكار مرتبطة بالحاخام يتسحاق جينسبيرغ [الإنجليزية] في مدرسة أود يوسف خاي [الإنجليزية] الدينية.

## التاريخ
تأسست المستوطنة في الأصل في عام 1983 كموقع عسكري لطلائع ناحال، وبعد عام حولتها حركة غوش ايمونيم الاستيطانية إلى مستوطنة سكنية. خلال سنوات، نمت المستوطنة بشكل مستمر بدءا من 200 نسمة في عام 1994، ثم حوالي 400 نسمة في 2002، إلى 895 نسمة في عام 2009، يغلب على المستوطنين اليهود التدين.
وفقًا لمعهد الأبحاث التطبيقية - القدس (أريج)، صادرت السلطات الإسرائيلية الأراضي من ست بلدات وقرى فلسطينية لصالح إقامة مستوطنة يتسهار وهي على النحو التالي:
- 495 دونمًا من عصيرة القبلية.[11]
- 139 دونمًا من مادما.[12]
- 233 دونمًا من بورين.[13]
- 282 دونمًا من حوارة.[14]
- 114 دونمًا من عينبوس.[15]
- 58 دونمًا من عوريف.[16]

## الجغرافيا
تقع يتسهار في شمال الضفة الغربية، على بعد 20.5 كيلومترًا من الخط الأخضر، في منطقة سلسلة جبال نابلس على بعد حوالي 10 كم جنوب غرب مدينة نابلس. تعد واحدة من المستوطنات الإسرائيلية التي تطوق مدينة نابلس، حيث تم بناء يتسهار على جبل سلمان الفارسي، وهو جبل على ارتفاع 808 متر فوق مستوى سطح البحر جنوب جبل جرزيم.
تبلغ مساحة المستوطنة 1,663 دونم، وهي مخصصة لأكثر من ألف عائلة في منازل مصممة لعائلة واحدة.

## الاقتصاد
أقيمت المستوطنة على أراضي عدة بلدات فلسطينية، تحتوي على كروم الزيتون والعنب وحقول القمح. يعمل فيها العمال اليهود فقط، وجميع المنازل والمباني والطرق الداخلية هي لليهود فقط، وفقًا لموقع مجلس شمرون الإقليمي.

## الجانب القانوني
يعتبر المجتمع الدولي المستوطنات الإسرائيلية في الضفة الغربية غير قانونية بموجب القانون الدولي، لكن الحكومة الإسرائيلية تعارض ذلك.